# حميط إسفيني
حميط إسفيني (الاسم العلمي:Tragia cuneata) هو نوع من النباتات يتبع جنس الحميط من الفصيلة الفربيونية.